# Apocalypsis cum figuris
Apocalypsis cum figuris – ostatni spektakl Teatru Laboratorium wyreżyserowany przez Jerzego Grotowskiego.
Pierwszy zamknięty pokaz miał miejsce 19 lipca 1968, a oficjalna otwarta premiera 11 lutego 1969. Spektakl wystawiany w trzech kolejnych wersjach między 1968 a 1980 rokiem. Ostatnie przedstawienie odbyło się we Wrocławiu 11 maja 1980 roku.

## Obsada
Niezmieniona obsada we wszystkich wersjach. Daty premier: 11 lutego 1969 (I), czerwiec 1971 (II), 23 października 1973 (III).
- Szymon Piotr: Antoni Jahołkowski
- Ciemny: Ryszard Cieślak
- Judasz: Zygmunt Molik
- Łazarz: Zbigniew Cynkutis
- Maria Magdalena: Elizabeth Albahaca/Rena Mirecka
- Jan: Stanisław Scierski

## Próby
Praca nad ostatecznym kształtem spektaklu przebiegała w trzech etapach. Początkowo zespół pracował nad dramatem Samuel Zborowski Juliusza Słowackiego (grudzień 1965 – lato 1966), stosując metodę etiud i improwizacji pod kierunkiem Grotowskiego, wspieranego przez kierownika literackiego teatru, Ludwika Flaszena. Antoni Jahołkowski zaproponował postać przypominającą popa, a Grotowski dołączył do scenariusza tekst Wielkiego Inkwizytora z Braci Karamazow Fiodora Dostojewskiego. Pod wpływem improwizacji Jahołkowskiego – powstałej z „prowokacji”, do której aktora namówił Grotowski – zespół rozpoczął pracę nad Ewangeliami, w efekcie której powstały dwa różne pokazy pracy otwarte dla publiczności (pierwszy 20 marca 1967). Próba do spektaklu zatytułowanego Apocalypsis cum figuris odbyła się 7 kwietnia 1968. Pracowano nad ogromnym materiałem aktorskim, który prezentowano w trakcie zamkniętych pokazów (pierwszy 19 lipca 1968). Tytuł odnosi się do świętych pism żydowskich i chrześcijańskich pierwszych wieków, w szczególności do Apokalipsy św. Jana. Na finalny scenariusz składają się cytaty z Ewangelii św. Jana, św. Łukasza, św. Mateusza, Apokalipsy, Księgi Hioba, Psalmów, Pieśni nad Pieśniami, Braci Karamazow Dostojewskiego, poematów T.S. Eliota Popielec i Ziemia jałowa oraz z tekstów Simone Weil.

## Tematyka spektaklu
Według eseju Annamarii Cascetty: mała grupa ludzi leży zamroczona snem po całonocnej zabawie i orgii. Jeden z uczestników, nadal podchmielony po nocnej zabawie, nakłania grupę do zaimprowizowania spektaklu o niewinnym Odkupicielu i powtórnym przyjściu Chrystusa. Przyjmują imiona postaci z Pisma Świętego: Szymon Piotr, Maria Magdalena, Jan, Łazarz, Judasz i Niewinny (nazywany Ciemnym – od koloru stroju, czyli czarnego płaszcza narzuconego na nagie ciało, oraz Ociemniały – od laski, którą się podpiera; widzący świat inaczej od innych). Ciemny to prosty wiejski głupek, w prawosławiu „szaleniec Boży”. Grupa pogardza wysiłkami i ofiarą Niewinnego. Na zakończenie Szymon Piotr, słowami Wielkiego Inkwizytora Dostojewskiego przeciw Chrystusowi, który powrócił, wypędza Niewinnego: „Idź i nie przychodź więcej”. Teatr prawdy, przekształcenie okrutnej i szyderczej gry w nawrócenie i uświęcenie kończy się fiaskiem.

## Przebieg scenyChleb życia
Najczęściej przywoływana jest przez krytyków teatralnych początkowa scena spektaklu, nazwana Chlebem życia. Jan, na kolanach, przesuwa się na środek sali i zwraca się do Marii Magdaleny z naciskiem: „Zaprawdę, zaprawdę powiadam wam. Jeśli byście nie jedli syna człowieczego i nie pili krwie jego, nie będziecie mieli żywota w sobie”. Maria Magdalena zaprzecza mu. Jan wyciągniętym palcem kreśli znak krzyża na ziemi pomiędzy nimi, mówiąc: „Albowiem ciało moje prawdziwie jest pokarm, a krew moja prawdziwie jest napój”. Maria Magdalena prędko podchodzi i klęka przed nim, a potem delikatnymi ruchami rozkłada chleb i nóż na białej serwecie między nimi. Jan gwałtownym ruchem zdziera marynarkę, wykonuje gest, jakby się onanizował jego ciałem szarpią spazmy. Podnosi dłoń do ust i sączy nasienie, za drugim razem oferując zawartość dłoni Marii Magdalenie. Ta sięga po nią łapczywie i opróżnia ją. Rzucając się na niego, Maria Magdalena powtarza jego gesty. Podnosi dłoń ku jego ustom i zmusza go do wypicia zawartości. Maria Magdalena sięga po nóż. Wkłada go w dłoń Jana i pcha ją w stronę genitaliów. Jan odpycha Marię Magdalenę, odrzuca nóż na podłogę. Chwyta chleb i pada twarzą w dół. Wpycha chleb między nogi, jego ciałem szarpią spazmy. Maria Magdalena próbuje okładać Jana serwetą. Odbywa się krótka, gwałtowna walka, oboje padają na podłogę. Jan strąca ją i przekręca się na plecy, a jego ciało wygina się w łuk wokół chleba. Kobieta odciąga od niego chleb i wbija nóż w bochenek. Za każdym razem ciało Jana napina się jak w agonii i rozlega się jego krzyk. Zapada kilkusekundowa pauza, po czym Szymon Piotr delikatnie odbiera chleb i nóż z rąk Marii Magdaleny i odkłada je z powrotem na serwetę.

## Reakcje krytyki teatralnej i Kościoła
Apocalypsis cum figuris było dla widzów doświadczeniem wstrząsającym. Jedni uważali je za formacyjne, oczyszczające, inni za bluźniercze i groźne. „Jacek Kuroń płakał na Apocalypsis cum figuris, a młodzi widzowie spektaklu porzucali swoje dotychczasowe życie, lecz przecież nie działo się to tak wyłącznie pod wpływem wzruszeń estetycznych”. Dariusz Kosiński pisze w haśle w encyklopedii poświęconej Grotowskiemu i Teatrowi Laboratorium: „Choć w ostatnim przedstawieniu Grotowskiego obecny był aspekt transgresji i relacji do Ewangelii i Chrystusa, to jednak jego sedno stanowiła materialność i energia teatru – jego wydarzeniowość i bezpośredniość. Oczywiście to sceniczne wydarzenie musiało z konieczności obejmować obie strony – nie tylko aktorów, ale i widzów. Wobec jawnej i nieskrywanej bezbronności tych pierwszych oraz radykalności czynów, które podejmowali, w wielu świadkach rodziły się pytania i wątpliwości dotyczące ich samych. Rodziła się też potrzeba, by odpowiedzieć na działania aktorów działaniem własnym”.

Szczególnie takie opinie krążyły w kręgach związanych z Kościołem katolickim. 8 maja 1976 roku podczas homilii na Skałce prymas Polski kardynał Stefan Wyszyński napominał, że przedstawienie demoralizuje naród na równi z pijaństwem:
Bóg przywrócił wolność, a co my z niej czynimy? Na co ją wykorzystujemy? Czy to ma być tylko wolność picia i upijania się, alkoholizmu i rozwiązłości, wolność wystawiania obrzydliwych sztuk teatralnych? Jak gdyby naszych artystów nie było już stać na nic lepszego tylko na jakieś tam Białe małżeństwo czy Apocalypsis cum figuris.
 Sam Grotowski cenił recenzję Konstantego Puzyny, który pisał o podjętej w przedstawieniu bluźnierczej, a zarazem ofiarnej grze z tradycją chrześcijańską i Ewangeliami.

## Czas/życie przedstawienia
Spektakl prezentowany był ponad dziesięć lat, także wtedy kiedy Grotowski wszedł w nową fazę poszukiwań – parateatru i Teatru Źródeł. Obok prezentacji spektakli Grotowski wespół z aktorami (najczęściej z Cieślakiem) prowadził i seminaria praktyczne i warsztaty w Europie i Stanach Zjednoczonych.
W spektakli stopniowo zachodziły zmiany. Rezygnowano ze znaków teatralnych. Zamiast białych kostiumów kontrastujących ze strojem Ciemnego aktorzy założyli codzienne ubrania. W sali teatralnej Teatru Laboratorium skuto czarny tynk i odsłonięto cegły, usuwając w ten sposób element odczytywany jako znaczący („czarna msza”). Zmienił się początek: aktorzy zamiast leżeć w milczeniu w sali, do której wchodzili widzowie, wkraczali do niej po nich, pojedynczo, rozglądając się i witając ze znajomymi. Zamiast ław i miejsc na ziemi dla widzów, pozostało miejsce na podłodze wokół przestrzeni działania. Zrezygnowano z tekstów odwołujących się bezpośrednio do Ewangelii, wskutek czego przedstawienie nie odczytywano jako znak powtórzenia, ale jako bardzo aktualne.

### Nawiązania
Istnieje wersja filmowa spektaklu w reżyserii Ermanna Olmiego, zrealizowana dla telewizji włoskiej w roku 1979.
Sceny ze spektaklu „rekonstruowali” w swoich przestawieniach m.in. Katarzyna Kalwat i Piotr Borowski.